# 토레베키아테아티나
토레베키아테아티나(이탈리아어: Torrevecchia Teatina)는 이탈리아 아브루초주 키에티도에 있는 코무네이다.